# Xiong Yan (fils)
Pour les articles homonymes, voir Xiong Yan.
Xiong Yan (chinois : 熊嚴, (??? - 828 av. J.C) est le onzième Vicomte de Chu. Il règne entre l'an 837 et l'an 828 av. J.C, au début de la période de la dynastie Zhou (1046–256 av. J.C).
le père de Xiong Yan porte le même nom que lui, mais les Caractères chinois utilisés pour écrire les deux noms sont différents : 熊 延 pour le père et 熊 嚴  pour le fils. 
En résumé, Xiong Yan père règne jusqu'en 848 av. J.C et a sa mort, c'est son fils ainé  Xiong Yong qui lui succède.  Yong meurt en 838  av. J.C  et c'est son frère cadet, Xiong Yan fils, qui monte sur le trône après lui.
Xiong Yan fils a quatre enfants: Xiong Shuang (chinois : 熊霜), Xiong Xue (chinois : 熊雪), Xiong Kan (chinois : 熊堪) et Xiong Xun (chinois : 熊徇).  Lorsque Yan fils meurt en l'an 828  av. J.C, c'est son fils ainé Xiong Shuang qui devient le nouveau vicomte de Chu. Mais, lorsque ce dernier meurt six ans plus tard, les trois autres fils de Xiong Yan entrent en conflit pour s'emparer du trône du Chu. 
C'est finalement Xiong Xun, le plus jeune des trois frères, qui s'empare du pouvoir; tandis que Xiong Xue est tué et que Xiong Kan s'enfuit dans l'état de Pu (chinois : 濮).